# Герб Ничипорівки
Герб Ничипорівки — геральдичний символ населених пунктів Ничипорівської сільської ради Яготинського району Київської області (Україна): Ничипорівки і Трубівщини. Герб затверджений сесією сільської ради (автор — О. Желіба).

## Опис
У срібному полі козак Мамай у червоних шароварах, синій корсетці, малинових чоботях, що грає на золотій бандурі, синя балка обтяжена золотою критою криницею увінчану хрестом в оточенні обабіч срібними лелеками у червоному озброєнні. Щит накладено на бароковий картуш, що увінчаний золотою хлібною короною.
Допускається використання герба без картуша та корони.
Допускається використання герба з додаванням двох зелених гілочок верби обабіч щита та двох кетягів калини знизу, що перевиті синьою стрічкою з написом срібними літерами «НИЧИПОРІВКА».

## Трактування
- козак Мамай — згадка про козака Ничипора Бобира, засновника села, нащадок якого Андрій Бобир був відомим співаком-бандуристом;
- криниця — символ життя, очищення, здоров'я, така криниця побудована у центрі села;
- лелеки — символ родинного щастя, домівки, кохання, це птахи-обереги села;
- картуш — декоративна прикраса, що виконана в стилі козацького бароко; згадка про те, що село було засноване саме в козацькі часи;
- золота хлібна корона — символ місцевого самоврядування й достатку мешканців села;
- верба — символ злагоди, чистоти, дівоцтва;
- кетяги калини — символ краси, кохання, дівоцтва, рідного краю;
- верба та калина — уособлення прислів'я «Без верби й калини нема України».